# Khu bảo tồn thiên nhiên Hữu Liên
Khu bảo tồn Hữu Liên là một khu bảo tồn thiên nhiên cấp Quốc gia tại tỉnh Lạng Sơn. Toàn bộ khu bảo tồn hiện có diện tích 8.293,4 ha, trải rộng toàn bộ xã Hữu Liên, một phần xã Yên Thịnh, một phần xã Hoà Bình huyện Hữu Lũng; một phần xã Hữu Lễ huyện Văn Quan và một phần xã Vạn Linh huyện Chi Lăng.

## Lịch sử

### Giai đoạn 1986 đến 2006
Khu rừng đặc dụng Hữu Liên nằm trên địa bàn huyện Hữu Lũng, Văn Quan, Chi Lăng, tỉnh Lạng Sơn, thuộc vùng núi đá vôi Bắc Việt Nam (vùng Cao Bằng - Lạng Sơn).
- Khu rừng được xác lập theo Quyết định số 194/CT ngày 9 tháng 8 năm 1986 của Hội đồng Bộ trưởng (nay là Chính phủ), với tên gọi là Khu rừng cấm Hữu Liên, có tổng diện tích tự nhiên là 10.640 ha do Hạt Kiểm lâm huyện Hữu Lũng, trực thuộc Chi cục Kiểm Lâm tỉnh Lạng Sơn quản lý. Mục tiêu xác lập Khu rừng là bảo tồn hệ sinh thái núi đá vôi vùng Đông Bắc Việt Nam.[4]
- Ngày 10 tháng 6 năm 1989, Ủy ban Nhân dân tỉnh Lạng Sơn ban hành Quyết định số 186 về việc thành lập Ban quản lý rừng cấm Hữu Liên. Ban quản lý rừng cấm Hữu Liên thuộc sở Nông Lâm nghiệp tỉnh quản lý về mặt Nhà nước, đồng thời chịu sự chỉ đạo hướng dẫn về chuyên môn nghiệp vụ của Chi cục Kiểm lâm tỉnh Lạng Sơn.

### Giai đoạn 2006 đến nay
- Năm 2006, Ủy ban Nhân dân tỉnh Lạng Sơn ra quyết định số 705 về việc “Thành lập Ban quản lý rừng đặc dụng Hữu Liên” trực thuộc Sở Nông nghiệp và Phát triển nông thôn tỉnh Lạng Sơn.[5]
- Năm 2007, thực hiện Chỉ thị số 38/CT-TTg ngày 5 tháng 12 năm 2005 của Thủ tướng Chính phủ về việc rà soát, quy hoạch lại 3 loại rừng. Khu Rừng đặc dụng Hữu Liên được quy hoạch lại với tổng diện tích 8.293,4 ha giảm 2.346,6  ha. (Quyết định số 1833/QĐ-UBND ngày 08/10/2007 của UBND tỉnh Lạng Sơn về việc phê duyệt dự án rà soát, quy hoạch lại 3 loại rừng tỉnh Lạng Sơn).
- Năm 2009, Ban quản lý Rừng đặc dụng Hữu Liên phối hợp với Phân viện Điều tra quy hoạch rừng Tây Bắc Bộ tiến hành xây dựng dự án Rừng đặc dụng Hữu Liên nhằm điều tra, đánh giá cơ bản hiện trạng tài nguyên rừng và đa dạng sinh học, đồng thời xây dựng phương án đầu tư cơ sở hạ tầng cho khu Rừng đặc dụng.
- Năm 2010, Ủy ban nhân dân tỉnh Lạng Sơn đã ban hành Quyết định số 70 về việc “Quy định chức năng, nhiệm vụ, quyền hạn và cơ cấu tổ chức của Ban quản lý rừng đặc dụng Hữu Liên” trực thuộc Sở Nông nghiệp và Phát triển nông thôn tỉnh Lạng Sơn.

## Vị trí
Khu rừng đặc dụng Hữu Liên nằm trong vùng núi đá vôi Cao Bằng - Lạng Sơn, thuộc địa giới hành chính của toàn bộ xã Hữu Liên, một phần xã Yên Thịnh, một phần xã Hoà Bình huyện Hữu Lũng; một phần xã Hữu Lễ huyện Văn Quan và một phần xã Vạn Linh huyện Chi Lăng tỉnh Lạng Sơn. Có toạ độ địa lý:   Từ 21030' đến 21046'20'' độ vĩ Bắc và Từ 106035'48'' đến 106048'15'' độ kinh Đông.
- Phía Bắc giáp xã Trấn Yên, huyện Bắc Sơn
- Phía Nam giáp phần còn lại của xã Yên Thịnh, Hoà Bình huyện Hữu Lũng.
- Phía Đông giáp phần còn lại của xã Hữu Lễ, huyện Văn Quan và Vạn Linh, huyện Chi Lăng.
- Phía Tây giáp xã Nhất Tiến huyện Bắc Sơn.

## Địa hình
- Khu rừng đặc dụng Hữu Liên - tỉnh Lạng Sơn thuộc địa hình núi đá vôi, độ cao trung bình 300m, có nhiều đỉnh cao trên 500m, cao nhất là đỉnh Kheng 639m.
- Độ dốc bình quân 350 - 500 có nhiều vách đá dốc dựng đứng.
- Khu vực có địa hình núi đá vôi hiểm trở, hiện tượng Karst rất đặc trưng thể hiện ở các suối ngầm, suối cụt và các hang động.
- Địa hình toàn khu vực như hình một lòng chảo, bao bọc xung quanh là các đỉnh, các dãy núi đá vôi trùng điệp, xen kẽ có núi đất, trung tâm là vùng đồi đất, lân bãi, làng bản, khu sản xuất nông nghiệp. Khu vực xa đường quốc lộ, xa vùng dân cư, giao thông đi lại khó khăn, nhưng đây là một thuận lợi cho việc khoanh nuôi bảo vệ rừng cũng như bảo vệ động vật rừng.

## Thực vật
Theo kết quả điều tra giám định và lập danh lục thực vật của các chuyên gia thực vật, trong Khu rừng đặc dụng Hữu Liên bao gồm 776 loài, 532 chi, 161 họ, 5 ngành thực vật. Kết quả tóm tắt danh lục thực vật rừng như sau:
| Ngành thực vật                                                                                            | Họ  | Chi | Loài |
| --- | --- | --- | ---- |
| Khuyết thực vật (Pteridophyta)                                                                            | 15  | 20  | 27   |
| Thực vật hạt trần (Gymnospernae)                                                                          | 5   | 5   | 5    |
| Thực vật hạt kín (Angiospermae) - Thực vật 1 lá mầm (Monocotyledonae) - Thực vật 2 lá mầm (Dicotyledonae) | 141 | 507 | 744  |
| Thực vật hạt kín (Angiospermae) - Thực vật 1 lá mầm (Monocotyledonae) - Thực vật 2 lá mầm (Dicotyledonae) | 23  | 95  | 142  |
| Thực vật hạt kín (Angiospermae) - Thực vật 1 lá mầm (Monocotyledonae) - Thực vật 2 lá mầm (Dicotyledonae) | 118 | 412 | 602  |
| Tổng cộng                                                                                                 | 161 | 532 | 776  |

Với 776 loài thuộc 532 chi của 161 họ thực vật cho thấy: Dù tính nguyên sinh của thảm thực vật ở đây không còn nguyên vẹn nhưng hệ thực vật vẫn còn phong phú. Căn cứ vào danh lục thực vật đã điều tra được ở Khu rừng đặc dụng Hữu Liên, tiến hành xác định những loài thực vật quý hiếm cho khu vực. Danh lục thực vật ở Khu Rừng đặc dụng Hữu Liên ghi nhận 30 loài bị đe doạ ở các mức độ khác nhau được ghi trong Sách đỏ Việt Nam.

## Động vật
Tổng hợp các kết quả phỏng vấn thợ săn địa phương, kết hợp với phân tích các điều tra trước đây tại khu vực để lập danh lục động vật khu vực Hữu Liên.   
Bảng tổng hợp tài nguyên động vật khu rừng đặc dụng Hữu Liên
| Lớp động vật | Số bộ | Số họ | Số loài | Số loài quý hiếm |
| ------------ | ----- | ----- | ------- | ---------------- |
| Thú          | 7     | 21    | 61      | 27               |
| Chim         | 14    | 49    | 239     | 14               |
| Bò sát       | 2     | 13    | 67      | 15               |
| Ếch nhái     | 1     | 6     | 42      | 5                |
| Tổng cộng    | 24    | 88    | 409     | 61               |

Từ các kết quả và phân tích trên cho thấy: Khu hệ động vật Rừng đặc dụng Hữu Liên có mức độ đa dạng rất cao về thành phần loài số lượng bộ, họ. Khu vực có 61 loài động vật quý hiếm, đặc biệt là sự có mặt của một số loài đặc hữu của vùng Đông Bắc, những loài quý hiếm có giá trị bảo tồn gen, như: Hươu xạ, Voọc đen má trắng, Vượn đen Đông bắc... Ngoài ra, trong khu vực còn có mặt nhiều loài có giá trị bảo tồn khác, đó là các loài bị đe doạ tuyệt chủng ở mức độ toàn cầu như: Báo Gấm, Rắn Hổ chúa, Rùa hộp 3 vạch và nhiều loài quý hiếm khác.